# Cornelius Cole

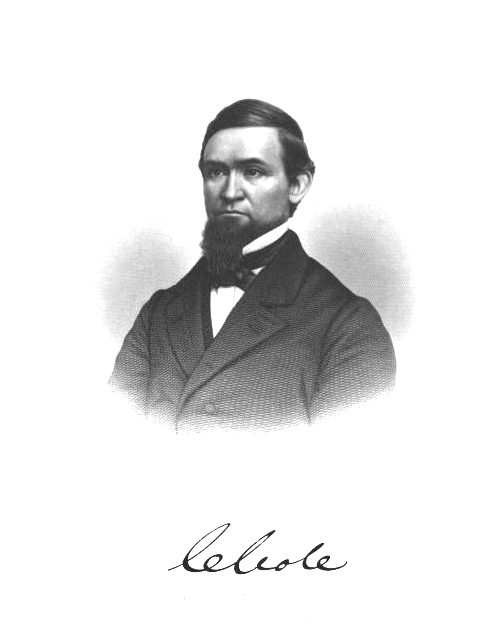
Cornelius Cole

Cornelius Cole (* 17. September 1822 in Lodi, Seneca County, New York; † 3. November 1924 in Hollywood, Kalifornien) war ein US-amerikanischer Politiker (Republikanische Partei), der den Bundesstaat Kalifornien in beiden Kammern des Kongresses vertrat.
Nachdem er zunächst das Hobart College in Geneva besucht hatte, graduierte Cornelius Cole 1847 an der Wesleyan University in Middletown (Connecticut). Es folgte ein Jura-Studium, woraufhin er 1848 in Auburn in die Anwaltskammer aufgenommen wurde. Bereits im folgenden Jahr siedelte er nach Kalifornien um, wo er zunächst einige Zeit in den Goldminen arbeitete, ehe er ab 1850 als Anwalt in San Francisco arbeitete. 1851 zog er nach Sacramento um. Zwischen 1859 und 1862 war er Distriktstaatsanwalt des Sacramento County.
Im März 1856 gehörte Cole gemeinsam mit Leland Stanford und Collis P. Huntington zu den Gründern der Republikanischen Partei in Kalifornien. Er verfasste das Manifest der Partei und fungierte als deren Sekretär; zudem wurde er Mitglied des Republican National Committee, was er bis 1860 blieb. Später in diesem Jahr rief er gemeinsam mit James McClatchy die Zeitung Daily California Times ins Leben, die ihr Erscheinen aber schon nach wenigen Monaten wieder einstellte. Während des Bürgerkrieges bekleidete er den Rang eines Captain in der Unionsarmee. Vom 4. März 1863 bis zum 3. März 1865 war er für eine Legislaturperiode Abgeordneter im US-Repräsentantenhaus; am 4. März 1867 kehrte er nach seiner Wahl zum Senator in den Kongress zurück. Nach sechs Jahren schied er wieder aus dem Senat aus.
In der Folge arbeitete Cole wieder als Anwalt, wobei er gemeinsam mit seinem ältesten Sohn eine Kanzlei betrieb. Kurz vor seinem 100. Geburtstag, am 27. Juni 1922, hielt er eine fünfminütige Rede vor dem Kongress. Zu diesem Zeitpunkt war er bereits der älteste noch lebende ehemalige US-Senator. Cornelius Cole starb im Alter von 102 Jahren in Los Angeles. Kein anderer Senator erreichte ein höheres Lebensalter.